# Arctosa erythraeana
Arctosa erythraeana là một loài nhện trong họ Lycosidae.
Loài này thuộc chi Arctosa. Arctosa erythraeana được Carl Friedrich Roewer miêu tả năm 1960.